# Jimmy Smith

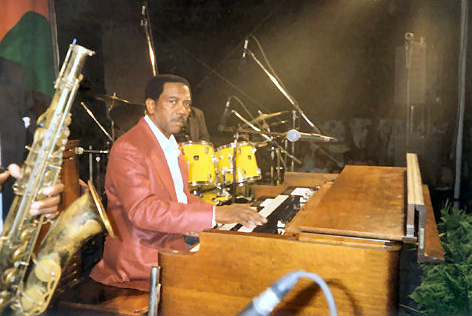
Jimmy Smith (1994)

Jimmy Smith [ˈdʒɪmi ˈsmɪθ] (eigentlich James Oscar Smith) (* 8. Dezember 1928 in Norristown, Pennsylvania; † 8. Februar 2005 in Phoenix, Arizona) war ein US-amerikanischer Jazzorganist.
Smith gilt als der bedeutendste Erneuerer des Orgelspiels im Modern Jazz. Den Einsatz der B-3-Hammondorgel revolutionierte er in einer Weise, die eine Einteilung der Geschichte der Orgel im Jazz in eine Periode vor Jimmy Smith und eine Periode mit und nach ihm rechtfertigt. Er machte den Hammond-Sound weltweit populär und ist Vorbild vieler späterer Organisten und Keyboarder. Sein Trio-Konzept mit der Besetzung Orgel, E-Gitarre und Schlagzeug (ohne Bass) wurde häufig kopiert und führte in den 50er und 60er Jahren zu einer wahren Flut von Combos mit gleicher Besetzung, die in dieser Zeit sehr populär waren. Das Orgel-Trio gilt heute als klassisch.

## Leben und Wirken
Smith studierte in seiner Geburtsstadt nach dem Militärdienst 1948 Kontrabass an der Hamilton School und 1949/50 Piano an der Horenstein School of Music. Er war dann in regionalen Bands und von 1951 bei Bobby Edwards, Herb Scott, Johnny Sparrow und Don Gardner als R&B-Pianist tätig. Erst um 1954 wandte er sich, nachdem er Wild Bill Davis gehört hatte, der Orgel zu. Dabei zog er sich zunächst für ein Jahr in ein Lagerhaus zurück und erprobte für sich neue Sounds und Spieltechniken auf dem Instrument, das damals als „Arme-Leute-Orgel“ angesehen wurde und fast nur in Kirchen eingesetzt wurde. Nachdem er in Philadelphia gut damit ankam, gab er seinen Auftritt im Café Bohemia in New York City. Die ersten Aufnahmen als Leader machte er 1956 auf dem Blue-Note-Label. Seine erste LP trug den vielsagenden Titel A New Sound... A New Star... Jimmy Smith At The Organ. Der Legende nach war der Plattenproduzent und Inhaber von Blue Note Alfred Lion von Jimmy Smiths Musik so begeistert, dass er erklärte, er wolle seinen Beruf an den Nagel hängen. Stattdessen wolle er in Zukunft mit dem Organisten auf Tour umherreisen, um ihn jeden Abend spielen hören zu können. Er machte seine Drohung jedoch nicht wahr. Von 1956 bis 1961 spielte Jimmy Smith Material für mehr als 30 LPs auf Blue Note ein. Als Höhepunkt seiner Schallplattenkarriere gelten die LPs Back At The Chicken Shack und Midnight Special von 1960. Im Jahr 1962 wechselte Jimmy Smith zum Label Verve, bei dem er zahlreiche auch kommerziell sehr erfolgreiche Platten aufnahm, darunter etliche mit Big-Band-Begleitung (darunter viele mit Oliver Nelson und etlichen anderen, wie etwa Billy Byers, Claus Ogerman, Lalo Schifrin und Tom McIntosh).
Mit seiner von Blues und Gospel stark geprägten funky Spielweise gilt er als ein wichtiger Vertreter des Hard Bop und Soul Jazz. Er nahm in seiner mehr als 50 Jahre langen Karriere mehr als 150 Platten auf. Mit Hits wie Got My Mojo Workin oder Walk on the Wild Side hatte Jimmy Smith für einen Jazzmusiker außergewöhnliche Erfolge auch beim breiten Publikum. Unter seinen musikalischen Partnern waren unter anderen der Tenorsaxophonist Stanley Turrentine, die Gitarristen Kenny Burrell, Thornell Schwartz und Grant Green sowie die Arrangeure Oliver Nelson und Lalo Schifrin. Auch die Schlagzeuger Donald Bailey und Grady Tate sollten hier unbedingt genannt werden. Er hat auch mit Wes Montgomery aufgenommen (Jimmy & Wes – The Dynamic Duo; Further Adventures of Jimmy and Wes, 1966). Als zu Beginn der 1970er Jahre die Synthesizer die Hammond verdrängten, zog er sich nach Los Angeles zurück, wo er einen Supper Club leitete und sporadisch neue Alben veröffentlichte. Erst als mit dem Acid Jazz die Orgel einen neuen Boom erlebte, kehrte er in den 1990er Jahren auf die internationalen Bühnen zurück.

## Spielweise
Smith pflegte drei grundsätzlich verschiedene Spielweisen, die er je nach dem Charakter seiner Songs einsetzte. Bei schnellen Stücken legte er die Basslinie in die linke Hand und setzte die Pedale der Orgel nur zum Erzeugen kurzer Akzente auf die Viertelnoten bzw. zum Markieren hervorzuhebender Bassgänge ein. Mit der Improvisation der rechten Hand setzte er Melodielinien dagegen, die ihre Spannung aus dem Gegensatz von lange ausgehaltenen Liegetönen und rasantem Laufwerk bezogen. Die Akkorde der Mittelstimmen wurden bei solchen Stücken vorwiegend vom Gitarristen getragen. In langsameren Stücken fiel die Basslinie komplett an das Pedal, wodurch die linke Hand zum Spielen kurzer, perkussiver Akzente mit wenigen Tönen frei wurde. Einen auf den ersten Blick verwirrenden Individualstil verwandte Smith in sehr langsamen Balladen (Laura): Da vielstimmige Akkorde in der Lage der linken Hand mulmig klingen würden, verlegte Smith diese Akkorde in die rechte Hand und führte die Melodie mit seiner Linken. Andere Jazzorganisten erreichen denselben Effekt durch Überkreuzen der Hände.

## Preise und Auszeichnungen
Jimmy Smith war jahrelang auf den Poll-Gewinn des Jazzmagazins Down Beat in der Kategorie Orgel abonniert, die die Zeitschrift erst 1964 extra für ihn eingeführt hatte. 2005 erhielt er die NEA Jazz Masters Fellowship.
Das Magazin Rolling Stone wählte sein Album The Sermon! 2013 in seiner Liste Die 100 besten Jazz-Alben auf Platz 84.

## Wirkung
Jimmy Smith lebt vor allem durch seinen Song Root Down (And Get It) in der jüngeren Generation weiter. Die Beastie Boys, eine New Yorker Hip-Hop-Band, griffen Root Down 1994 wieder auf und veröffentlichten ihre Version auf dem Album Ill Communication. Auch diese neu aufgelegte Version von Root Down errang bald Kultstatus, war sie doch nicht zuletzt auch mit Originalsamples aus Jimmy Smiths Stück gespickt. Das Video zu Root Down zeigt u. a. auch das Schallplattencover von Jimmy Smiths Root Down (And Get It), während Beastie Boy MCA die Zeile "Jimmy Smith is my man, I want to give him a pound" rappt.

## Diskografie

### Studioalben
| Jahr | Titel                                  | Höchstplatzierung, Gesamtwochen, AuszeichnungChartplatzierungen (Jahr, Titel, Platzierungen, Wochen, Auszeichnungen, Anmerkungen) | Höchstplatzierung, Gesamtwochen, AuszeichnungChartplatzierungen (Jahr, Titel, Platzierungen, Wochen, Auszeichnungen, Anmerkungen) | Höchstplatzierung, Gesamtwochen, AuszeichnungChartplatzierungen (Jahr, Titel, Platzierungen, Wochen, Auszeichnungen, Anmerkungen) | Anmerkungen                                          |
| Jahr | Titel                                  | UK | US | R&B | Anmerkungen                                          |
| ---- | -------------------------------------- | --- | --- | --- | ---------------------------------------------------- |
| 1962 | Midnight Special                       | — | US28 (51 Wo.)US | — | Erstveröffentlichung: 1960, erst 1962/1963 platziert |
| 1962 | Bashin’: The Unpredictable Jimmy Smith | — | US10 (34 Wo.)US | — |                                                      |
| 1963 | Back At The Chicken Shack              | — | US14 (22 Wo.)US | — | Erstveröffentlichung: 1960, erst 1963 platziert      |
| 1963 | Hobo Flats                             | — | US11 (30 Wo.)US | — |                                                      |
| 1963 | Any Number Can Win                     | — | US25 (33 Wo.)US | — |                                                      |
| 1963 | Rockin’ The Boat                       | — | US64 (8 Wo.)US | — |                                                      |
| 1964 | Who’s Afraid Of Virginia Woolf?        | — | US16 (31 Wo.)US | — |                                                      |
| 1964 | The Cat                                | — | US12 (32 Wo.)US | — |                                                      |
| 1964 | Prayer Meetin’                         | — | US86 (20 Wo.)US | — |                                                      |
| 1965 | Monster                                | — | US35 (24 Wo.)US | R&B5 (5 Wo.)R&B |                                                      |
| 1965 | Organ Grinder Swing                    | — | US15 (31 Wo.)US | R&B2 (11 Wo.)R&B |                                                      |
| 1966 | Got My Mojo Working                    | UK19 (3 Wo.)UK | US28 (27 Wo.)US | R&B1 (22 Wo.)R&B |                                                      |
| 1966 | Hoochie Cooche Man                     | — | US77 (14 Wo.)US | R&B7 (10 Wo.)R&B |                                                      |
| 1966 | "Bucket"!                              | — | US121 (9 Wo.)US | R&B12 (10 Wo.)R&B |                                                      |
| 1967 | Jimmy & Wes The Dynamic Duo            | — | US129 (23 Wo.)US | R&B10 (12 Wo.)R&B |                                                      |
| 1967 | Respect                                | — | US60 (20 Wo.)US | R&B3 (26 Wo.)R&B |                                                      |
| 1967 | The Best of Jimmy Smith                | — | US185 (4 Wo.)US | — |                                                      |
| 1968 | Stay Loose...Jimmy Smith Sings Again   | — | — | R&B40 (3 Wo.)R&B |                                                      |
| 1968 | Jimmy Smith’s Greatest Hits!           | — | US128 (4 Wo.)US | R&B29 (8 Wo.)R&B |                                                      |
| 1968 | Livin’ It Up!                          | — | US169 (10 Wo.)US | R&B41 (8 Wo.)R&B |                                                      |
| 1969 | The Boss                               | — | US144 (3 Wo.)US | R&B48 (2 Wo.)R&B |                                                      |
| 1970 | Groove Drops                           | — | US197 (3 Wo.)US | — |                                                      |
| 1977 | Sit On It                              | — | — | R&B51 (5 Wo.)R&B |                                                      |

grau schraffiert: keine Chartdaten aus diesem Jahr verfügbar
Weitere Alben
- 1956: A New Sound, A New Star: Jimmy Smith At The Organ
- 1956: At Club Baby Grand
- 1957: A Date With Jimmy Smith
- 1957: The Sermon
- 1958: Softly as a Summer Breeze
- 1958: Cool Blues
- 1959: Home Cookin’
- 1960: Crazy! Baby
- 1965: Got My Mojo Workin’
- 1966: Peter and the Wolf
- 1968: Jimmy Smith and the Trio – Pleyel, Nov. 20th
- 1969: Jimmy Smith and the Trio – Pleyel, Dec. 1st
- 1972: Root Down
- 1972: Bluesmith
- 1982: Off The Top
- 1990: Fourmost (Live aus dem Fat Tuesday’s)
- 1990: Fourmost Return
- 1993: The Master
- 1995: Damn!
- 2001: Dot Com Blues
- 2005: Legacy

### Singles
| Jahr | Titel Album                                                              | Höchstplatzierung, Gesamtwochen, AuszeichnungChartplatzierungen (Jahr, Titel, Album, Platzierungen, Wochen, Auszeichnungen, Anmerkungen) | Höchstplatzierung, Gesamtwochen, AuszeichnungChartplatzierungen (Jahr, Titel, Album, Platzierungen, Wochen, Auszeichnungen, Anmerkungen) | Höchstplatzierung, Gesamtwochen, AuszeichnungChartplatzierungen (Jahr, Titel, Album, Platzierungen, Wochen, Auszeichnungen, Anmerkungen) | Anmerkungen       |
| Jahr | Titel Album                                                              | UK | US | R&B | Anmerkungen       |
| ---- | ------------------------------------------------------------------------ | --- | --- | --- | ----------------- |
| 1962 | Midnight Special, Part 1 Midnight Special                                | — | US69 (8 Wo.)US | R&B13 (10 Wo.)R&B |                   |
| 1962 | Walk On The Wild Side (Part 1) Bashin’ – The Unpredictable Jimmy Smith   | — | US21 (13 Wo.)US | R&B4 (12 Wo.)R&B |                   |
| 1962 | Ol’ Man River Bashin’ – The Unpredictable Jimmy Smith                    | — | US82 (3 Wo.)US | — |                   |
| 1963 | Back At The Chicken Shack, Part 1 Back At The Chicken Shack              | — | US63 (6 Wo.)US | — |                   |
| 1963 | Hobo Flats – Part I Hobo Flats                                           | — | US63 (6 Wo.)US | — |                   |
| 1963 | (Theme From) Any Number Can Win Any Number Can Win                       | — | US96 (1 Wo.)US | R&B48 (2 Wo.)R&B |                   |
| 1964 | Who’s Afraid Of Virginia Woolf? (Part I) Who’s Afraid Of Virginia Woolf? | — | US72 (5 Wo.)US | R&B34 (4 Wo.)R&B |                   |
| 1964 | The Cat                                                                  | — | US67 (6 Wo.)US | R&B34 (7 Wo.)R&B |                   |
| 1965 | The Organ Grinder’s Swing –                                              | — | US92 (3 Wo.)US | — | mit Kenny Burrell |
| 1966 | Got My Mojo Working                                                      | UK48 (3 Wo.)UK | US51 (7 Wo.)US | R&B17 (9 Wo.)R&B |                   |
| 1966 | I’m Your Hoochie Cooche Man (Part 1) –                                   | — | US94 (2 Wo.)US | R&B49 (2 Wo.)R&B |                   |
| 1968 | Chain Of Fools (Part 1) Stay Loose                                       | — | US100 (2 Wo.)US | — |                   |

### Gastbeiträge
- 1984: Frank Sinatra – L.A. Is My Lady (Warners)
- 1987: Michael Jackson – Bad (Hammond B3 Midi Orgel Solo in "Bad") (Epic/Sony)
- 2004: Quincy Jones & Bill Cosby – The Original Jam Sessions 1969 (Concord)

## Jazzmusiker in der Tradition von Smith
- Lou Bennett
- Joey DeFrancesco
- Barbara Dennerlein
- Ingfried Hoffmann
- Billy Preston
- Leon Spencer
- Lonnie Smith
- Larry Young

## Filmmusik
- 1965: Ganoven rechnen ab (La Métamorphose des cloportes)

## Dokumentarfilm
- Smith, James O., Organist, USA, Regie: Klaus Wildenhahn, NDR, 1965/66